# El Toro et les Cyclones
El Toro et les Cyclones est un groupe de rock français, principalement actif entre 1960 et 1963. Dans sa formation principale, le groupe se compose d’El Toro, surnom de Daniel Dray, le chanteur. Ce dernier est accompagné de Jacques Dutronc à la guitare solo, Hadi Kalafate à la guitare basse, et Charles Benarroch à la batterie,.
Le groupe n'a pas connu le succès, mais permet l'émergence d'un artiste en devenir de la scène rock en France, Jacques Dutronc.

## Carrière

### Les débuts (avant 1960)

#### Les Dritons
Rue Blanche à Paris, dans le 9e arrondissement, peu de temps avant 1960. Jacques Dutronc et Hadi Kalafate, élèves au lycée Condorcet à Paris décident de former un groupe de musique. Jacques débute depuis peu à la guitare, Hadi joue, quant à lui, de la guitare basse. Ils sont rejoints par deux amis, Farid Kaldi qui joue de la batterie, et Jean Pierre Huster, le frère de Francis Huster. Le groupe nouvellement formé choisit de se nommer les Dritons.  De temps à autre, cette bande de copains retrouve un autre jeune chanteur, Jean-Philippe Smet dit Johnny Hallyday.
Aimée Mortimer dans son émission « l’école des Vedettes » propose régulièrement des artistes en devenir. Chaque mois, on y voit des jeunes talents, présentés par une vedette reconnue, s'y produisent. Le 18 avril 1960, Johnny Hallyday passe sur le petit écran ; Line Renaud est sa marraine et présente le jeune artiste alors inconnu du grand public. Quelques mois plus tôt, en janvier 1960, Johnny Hallyday a signé chez Vogue. C’est le début de la carrière de l’idole. Son premier disque, un super 45 tours avec T'aimer follement et Laisse les filles en titres phares, est enregistré le 14 mars 1960.
Johnny Hallyday souhaite que ses amis musiciens l’accompagnent lors de ses premières tournées dans le sud de la France. Mais leurs parents ne sont pas vraiment d’accord à l’idée que ces adolescents partent jouer de la musique à travers la France. Ces derniers n’ont que 16 ans et Johnny, alors aux prémices de ses premiers succès, en a à peine 17. Il part, les Dritons restent à Paris. Mais les jeunes musiciens ne se découragent pas. Ils voient leurs amis, Hallyday, touchant le succès, et la bande des Dritons se dit qu’elle aussi, doit tenter sa chance. Eux-aussi, espèrent décrocher un contrat dans une maison de disques, et à l’époque, Vogue est une maison que nombreux s’arrachent.
Le groupe, alors formé de Dutronc, Hadi Kalafate, Jean-Lou Licard et Charles Benarroch. C’est Kalafate, le bassiste du groupe qui téléphonera à Vogue afin de décroche une audition. Ils tentent une première audition chez Vogue avec Daniel Dray, dit El Toro, en raison de sa carrure imposante. Ce dernier est au chant. Daniel Dray est un ami de la bande qu’ils rencontrèrent au café Calypso, à Paris. Chez Vogue, l’audition est tenue par André Bernot. Jean-Lou Licard n’a pas su venir à cette première audition, faute de place dans le taxi. Il dû prendre le bus, mais fut refusé une fois arrivé à la maison de disques.

### El Toro et Les Cyclones (1961 - 1962)
Le 9 octobre 1961, Jacques Wolfsohn, alors directeur chez Vogue, reçoit, dans son bureau, la bande à Dutronc, les Dritons. Encore mineurs, les musiciens sont accompagnés de leurs parents, pour signer le contrat. Wolfohn change également le nom du groupe, El Toro et les Cyclones, vient de naitre. Le groupe à comme ambition de suivre le succès de l’étoile montante du rock en France, leur ami, Johnny Hallyday
Chez Vogue, El Toro et les Cyclones côtoient un autre groupe de rock, les Fantômes, avec lesquels ils répètent souvent. Jacques Dutronc composera d’ailleurs Fort Chabrol pour le groupe, valant un petit succès à la formation de musiciens. Plus tard, José Salcy et Françoise Hardy reprendront ce titre qui, avec un ajout de paroles, devient Le Temps de l'amour, un des premiers hits de Françoise Hardy. El Toro et les Cyclones font également quelques représentations sur la scène parisienne. Ils jouent, entre autres, avec les Chaussettes Noires au théâtre de l’étoile à Paris.

#### Oncle John (fin 1961)
Le premier disque à paraitre chez Vogue est gravé en 1961. Le super 45 tours sort à la fin de l’année 1961, et comprend les chansons Oncle John (adaptation française de Long Tall Sally, également reprise en 1963 par Eddy Mitchell dans son deuxième album solo) et Je l’aime telle qu’elle est / Comme un Tigre et Vivre sa vie. Le disque ne connait pas de franc succès, mais cela ne décourage pas la jeune troupe.
En février 1962, Charles Benarroch, le batteur du groupe décide de rejoindre les Fantômes, ce qui jette un froid entre le jeune batteur et le reste des Cyclones. Charles confie dans une émission consacrée à Dutronc et Hardy sur France 2 : « Ça se passe mal le jour où je vais chez Jacques, récupérer quelques instruments de batterie, j’ai l’impression d’être une femme adultère, d’être un traitre... ». Charles Benarroch est remplacé par André Crudo, un jeune batteur. Ce dernier travaillait chez Vogue depuis quelques années et avait une formation musicale au piano, ainsi qu’une bonne connaissance du solfège. André Crudo qui revient d'une tournée avec Les Chaussettes Noires et Vince Taylor.

#### Le Vagabond (printemps 1962)
Un second disque va sortir, sans Benarrcoh, au printemps 1962. André Crudo participe à l'enregistrement, mais n'apparait pas sur la photo de la pochette du disque. Quant aux sonorités, il s’agit de reprises rock’n’roll. Le Vagabond est une reprise du Wanderer, de Dion. La chanson s’accompagne de 20e étage également en face A. La face B du disque reprend Elle est Tout et Qui Te Le Dira.
Le groupe part accompagner le jazzmen André Réwéliotty à l’été 1962. Alors en tournée dans l’ouest de la France, le groupe est à son apogée. Ils partent de Biarritz et se produisent dans l’ouest de la France. La tournée s’arrête brusquement à Brest, à la suite de la mort accidentelle d'André Réwéliotty, dans un accident de la route.

#### Une fin prématurée (fin 1962)
Plus tard, Jacques et Daniel Dray sont appelés pour le service militaire. Jacques part pour Trêves, en Allemagne, à la fin de l’année 1962. André Crudo, le batteur décide de quitter le groupe, et part pour une tournée au Liban, puis rejoindra finalement la jeune Françoise Hardy, afin d’accompagner cette dernière lors de concerts. André officiera également comme photographe au Golf Drouot, dans les années qui vont suivre. Il ne reste que Kalafate qui renomme le groupe Les Cyclones. Albert Ferreri, directeur artistique chez Vogue invite cependant à la reformation d’un groupe, sans Dray, Crudo et Dutronc.

### Un vent nouveau, les Cyclones (1963)
En 1963, de nouveau musiciens débarquent. Jean-Pierre Delva à l’harmonica, Bernard Ferraro et Bernard Pholzer aux guitares et Michel Peley à la batterie. Les cinq musiciens se retrouvent sous l’égide d’un nouveau leader, Bernard Ferraro, le guitariste. Un 45t sortira sur lequel on peut lire que le groupe s’inspire du Nashville Sound, un son rock venu tout droit du Tennessee. En face A, on retrouve Firewater et Lucky Luke, une composition de Bernard Ferraro. La face B se compose de On Dit De Lui et Let’s Go.
Un second EP 45t va paraitre en 1963, qui ne connaitra pas de succès. A Tombeau Ouvert titre éponyme de l’album, se retrouve en face A, avec Teddy Girl. La Face B se compose de J’ai Tout Oublié et Tu Sais Bien Que Je T’aime.
En 1964, le groupe se renomme « Nashville Sound ». Le groupe cesse toute activité, c’est la fin des Cyclones. Entre-temps, Jacques Dutronc est revenu du service militaire, et regagne les locaux de Vogue, accompagné de son ami Hadi Kalafate. Ils travaillent comme assistants dans la maison de disques, entre 1963 et 1966.

### Jacques Dutronc (1966)
1966, Antoine est un chanteur à succès de la maison Vogue, et découvert par Christian Fechner. Les élucubrations d’Antoine est une chanson qui plait beaucoup. Mais Jacques Wolfsohn de chez Vogue veut lancer un « contre-Antoine », une personne qui rivalisera avec le succès de l’artiste. Il demande alors de l’aide à Jacques Lanzmann qui composera le texte Et Moi, et moi, et moi. On charge alors Dutronc de rechercher des artistes pour interpréter la composition de Lanzmann. Jacques Dutronc est finalement choisi par Jacques Wolfsohn pour enregistrer la composition de Lanzmann. La carrière de Jacques Dutronc prend alors son envol, dès l’été 1966. 400 000 exemplaires de ce premier disque, vont s’écouler. Jacques part en tournée et fait les émissions télévisées. Sur scène et en studio, il sera accompagné par son ami Hadi Kalafate. Ce dernier joue ensuite de la basse dans l'orchestre de Jacques Dutronc au moment de ses grands succès : Et moi, et moi, et moi, La Fille du Père Noël, Les Play-Boys, etc.

## Discographie
El Toro et les Cyclones vont produire deux super 45 tours qui vont sortir chez Vogue, en 1962.
- Oncle John - Je l'aime telle qu'elle est / Comme un Tigre - Vivre sa vie
- Le Vagabon - 20e étage / Elle est Tout - Qui te le dira

Les Cyclones vont produire deux super 45 tours qui vont sortir chez Vogue, en 1963.
- Firewater - Lucky Luke / On dit de lui - Let's Go
- A Tombeau Ouvert - Teddy Girl / J'ai Tout Oublié - Tu sais bien que je t'aime